# Championnat d'Autriche féminin de football 1991-1992
Navigation
Édition précédente Édition suivante
La saison 1991-1992 du Championnat d'Autriche féminin de football (Österreichische Fußball-Frauenmeisterschaft) est la vingt-troisième saison du championnat.
Union Kleinmünchen remporte son troisième titre de champion d'Autriche, son troisième d'affilée.

## Organisation
La compétition se déroule en mode championnat, chaque équipe joue deux fois contre chaque équipe adverse participante, une fois à domicile et une fois à l'extérieur.

## Compétition
Une victoire = 2 points, un match nul = 1 point.

### Classement
| Rang | Équipe                   | Pts | J  | G  | N | P  | Bp | Bc  | Diff |
| ---- | ------------------------ | --- | -- | -- | - | -- | -- | --- | ---- |
| 1    | Union Kleinmünchen       | 31  | 18 | 14 | 3 | 1  | 94 | 19  | +75  |
| 2    | USC Landhaus             | 31  | 18 | 14 | 3 | 1  | 70 | 19  | +51  |
| 3    | SC Brunn am Gebirge (de) | 25  | 18 | 11 | 3 | 4  | 44 | 22  | +22  |
| 4    | First Vienna FC 1894     | 24  | 18 | 10 | 4 | 4  | 34 | 27  | +7   |
| 5    | 1. DFC Leoben            | 19  | 18 | 9  | 1 | 8  | 53 | 43  | +10  |
| 6    | DFC Ostbahn XI           | 16  | 18 | 6  | 4 | 8  | 39 | 40  | -1   |
| 7    | ASV Austria Vösendorf    | 14  | 18 | 5  | 4 | 9  | 35 | 48  | -13  |
| 8    | DFC Heidenreichstein P   | 13  | 18 | 5  | 3 | 10 | 25 | 32  | -7   |
| 9    | SC Neunkirchen           | 5   | 18 | 1  | 3 | 14 | 18 | 66  | -48  |
| 10   | SV Wienerfeld            | 3   | 18 | 1  | 0 | 17 | 13 | 112 | -99  |

| Légende : Qualifications et relégations | Légende : Qualifications et relégations                            |
| --------------------------------------- | ------------------------------------------------------------------ |
|                                         | Champion d'Autriche                                                |
|                                         | Relégué en deuxième division                                       |
|                                         | T : Tenant du titre P : Promu C : Vainqueur de la Coupe d'Autriche |

- Pas de relégation cette saison.
- Pas de Coupe d'Autriche cette saison.
- Le Union Kleinmünchen remporte son troisième titre de champion d'Autriche.